# Rainbow Song
«Rainbow Song» es una canción interpretada por el trío estadounidense America. Fue publicada el 19 de octubre de 1973 como la cuarta canción de su tercer álbum de estudio Hat Trick. Más tarde, «Rainbow Song» fue publicada en noviembre de 1973 a través de Warner Bros. como el segundo sencillo del álbum.

## Escritura y temática
La letra de «Rainbow Song» trata sobre el escapismo de las tensiones de la realidad. En el libro America, the Band: An Authorized Biography de Jude Warne, Dewey recordó:

“«Rainbow Song» fue probablemente una de las primeras canciones de Hat Trick que escribí, y usaba una afinación intrincada [...] Esa canción se consolidó en mi vida en la escuela secundaria, todavía alejándome de la vibra de la escuela secundaria y de esa comunidad. Y pude ver que íbamos a dejar eso pronto, con el éxito y todo lo que tenemos. Había dicho: ‘Estoy dormido sobre un arco iris, esperando el resto del viaje’. Fue como—guau, tenemos una gran suerte”.

## Recepción de la crítica
Un escritor no especificado de la revista Cash Box señaló que la canción tiene “voces principales suaves y fascinantes y armonías de primer nivel junto con una excelente guitarra solista, acústicamente perfecta”. Un escritor no especificado de la revista Billboard escribió: “La belleza de sus armonías vocales es tan efectiva como siempre, y la melodía tiene un sabor surrealista en la línea de su «Horse with No Name»”. Greg Jameson de Entertainment Focus describió «Rainbow Song» como “sin duda, el tema más pegadizo de esta colección”.

## Créditos y personal
Créditos adaptados desde las notas de álbum de Hat Trick.
America
- Gerry Beckley – guitarras, teclados, voces
- Dewey Bunnell – guitarras, voces
- Dan Peek – guitarras, teclados, voces

Músicos adicionales
- David Dickey – bajo eléctrico
- Hal Blaine – batería, percusión
- Chester McCracken – congas
- Tom Scott – saxofón

## Posicionamiento
| Gráfica (1974)                          | Pico de posición |
| --------------------------------------- | ---------------- |
| Estados Unidos (Cash Box Looking Ahead) | 102              |